# Operace Unthinkable

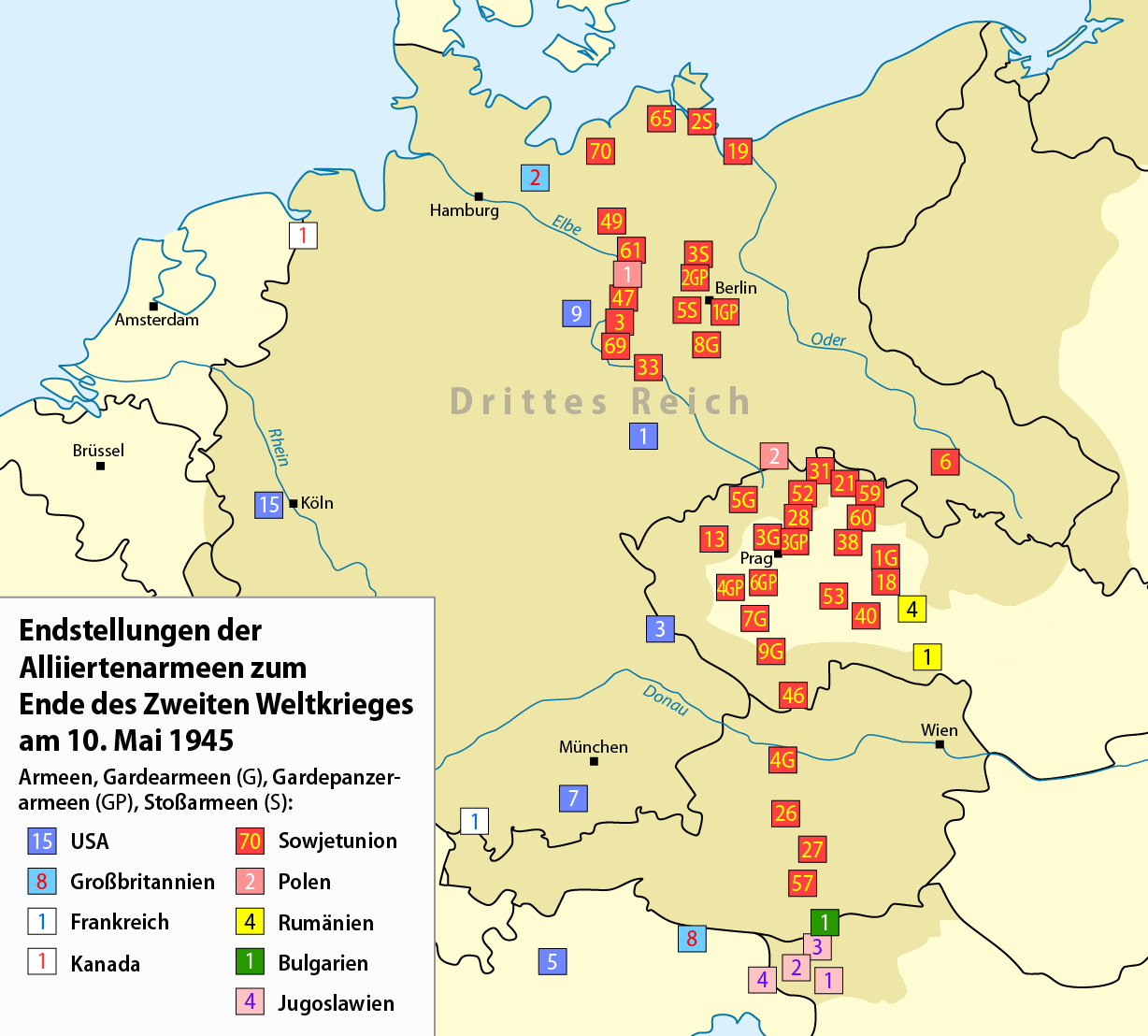
Rozpoložení spojeneckých sil 10. května roku 1945

Operace Unthinkable (nemyslitelná) byla navržena premiérem Spojeného království Winstonem Churchillem v květnu 1945. Jednalo se o využití situace na konci 2. světové války a o tajný plán útoku na SSSR.

## Výchozí situace
„Chudák Neville Chamberlain si myslel, že může věřit Hitlerovi. Mýlil se. Ale nemyslím si, že já se mýlím, pokud jde o Stalina“. Tato poznámka Winstona Churchilla pronesená po Jaltské konferenci je velmi výmluvná. Ostatně antipatie obou státníků byly vzájemné, neboť Stalin si nejednou postěžoval své generalitě, že „ten Churchill je všeho schopný“.
Už v dubnu 1945 označil Churchill postup sovětských vojsk do Střední Evropy za jednu z „nejsmutnějších událostí v dějinách Evropy, pro kterou není srovnání“. Do projevu, v němž Churchill posléze použil termín Železná opona, zbýval sice ještě rok, ale myšlenky na něj již existovaly (jako první vyslovil tento výraz předtím Joseph Goebbels), stejně jako již existovala sovětská sféra vlivu. Pro Churchilla bylo mj. alarmující, jak se vyvíjela situace v Polsku, kde se Stalin sice zavázal k uspořádání svobodných voleb „jakmile to bude možné“, ale to bylo velmi vágní ujištění, jehož splnění záviselo na dobré vůli Sovětů a jejich loutkové lublinské vlády. Již tehdy se také ukazovala slabá pozice polské exilové vlády v Londýně, kterou Spojené království podporovalo.
Churchillovu podezřívavost přiživilo také Stalinovo tehdejší prohlášení, že Sovětský svaz vyhlásí Japonskému císařství válku, ale až za tři měsíce po svém vítězství nad nacistickým Německem. Jednalo se o realistickou námitku, neboť uvedenou dobu by trvalo, než by se jádro elitních armád veteránů zocelených v bitvách o Moskvu, Stalingrad či Kursk mohlo přesunout do výchozích prostorů na Dálném Východě. Britský premiér se ale začal obávat, že se sovětský diktátor spojí s Japonci, což by v situaci, kdy Spojené státy již stahovaly část svých jednotek ze západní fronty do Tichomoří k plánované invazi do Japonska, znamenalo katastrofu pro oslabené anglo-americké síly v Evropě.

## Churchillův plán
Churchill požádal britský imperiální štáb o plán možného útoku na SSSR. K projednání došlo 22. května 1945. Ve vypracovaném plánu se konstatovalo, že Sovětský svaz se stal „nejvážnější hrozbou pro Západ“, jeho text začínal ale poněkud optimisticky tím, že „i když vůle dvou zemí (Spojené království a USA) se dá definovat jen jako zajištění spravedlivého osudu pro Polsko, nevylučuje vojenské angažmá. Rychlý úspěch by mohl přimět Rusy k tomu, aby nám alespoň momentálně ustoupili.“ Vzápětí ale bylo konstatováno, že by ani úspěch operace Unthinkable tento efekt mít nemusel. O tom, že by se žádný úspěch při poměru sil 1:3 ve prospěch Sovětů nemusel dostavit, se raději pomlčelo, a pokud by se Sověti rozhodli k totální válce, „mají pro to rozhodně dobrou příležitost“.

## Reakce generálů
Winston Churchill navrhoval nasadit do boje silně antikomunistickou exilovou polskou armádu o síle téměř 100 000 mužů a současně uvažoval o zapojení německé armády, která ještě v té době nebyla ani plně odzbrojena. Polní maršál Montgomery dostal rozkaz, aby zajaté německé velitele držel pohromadě s jejich jednotkami a poblíž uskladnil a pečlivě udržoval německé zbraně a munici v dobrém stavu, takže v případě potřeby by se vše dalo Němcům hned vrátit. Avšak skeptičtější generálové věděli, že tyto síly by samy o sobě Sověty neporazily a nevěřili, že by válkou vyčerpaní britští vojáci a příslušníci polské exilové armády chtěli stanout po boku nenáviděného Wehrmachtu proti svému dosavadnímu sovětskému spojenci. Navíc celé plánování se dělo bez vědomí amerického spojence [zdroj?], a bylo velmi diskutabilní, zda by se velení amerických vojsk do bojů s Rudou armádou vůbec zapojilo.

## Důsledky neuskutečnění plánů operace
Střední a východní Evropa se spolu s Balkánem (s výjimkou Řecka) postupně dostaly do sovětské sféry vlivu. Rozšíření sovětské zóny se dává na vrub Jaltské konferenci, kde měla proběhnout dohoda mezi západními a sovětskými vůdci, při které měl západ obětovat zmíněné oblasti. Ve skutečnosti se však centrem dění stalo pouze Polsko, u kterého byla domluvena společná prozatímní vláda jak z představitelů západní demokratické, tak východní komunistické exilové vlády. Důvody ovládnutí těchto zemí Sověty jsou ve skutečnosti sovětská agrese vůči odbojovým skupinám, infiltrace bezpečnostních složek a státních úřadů sovětskými agenty či jejich kolaboranty, nepřipuštění opravdových svobodných voleb, atentáty či vraždy demokratických politiků a nakonec uskutečněné komunistické puče.